# Preben Wilhjelm
Preben Wilhjelm, född 30 januari 1935 i Köpenhamn, är en dansk atomfysiker, jurist och politiker. Han var folketingsledamot 1975-1984 för Venstresocialisterne.
Preben Wilhjelm är son till styrmannen Frants J. Wilhjelm och Kamma A. Sørensen. Hemförhållandena var enkla och Wilhjelm förlorade sin far 1940 då hans skepp träffades av en torped. Han tog, som den första i sin familj, studentexamen från Skt. Jørgens gymnasium 1953. Därefter arbetade han som lärare på en rad landsbygdsskolor i Västjylland och på Langeland. I samband med att han kallades in till mönstring 1955 blev han vapenvägrare. Två år senare började han studera atomfysik vid Niels Bohr-institutet samtidigt som han arbetade som bl.a. lärarvikarie. Han blev cand. mag. 1964 och arbetade som adjunkt (1964-1969) och forskare på institutet. Han deltog i ett forskningsutbyte 1966 med Duke University. Han var även redaktör för dansk politik på deltid för vänstertidningen Politisk Revy från 1964. Han var utbildningssekreterare för Foreningen af yngre læger (1969-1975).
Under gymnasietiden började engagerade Wilhjelm sig politiskt i Studentersamfundet. Han gick med i Danmarks Kommunistiske Parti (DKP) 1958 men lämnade partiet samma år för att gå med i det nybildade partiet Socialistisk Folkeparti (SF). Till 1967 var han ledamot både i partistyrelsen och i partiets verkställande utskott och deltog bl.a. utformningen av partiprogrammet från 1963. Efter sin hemkomst från 1966 blev han en av förgrundsgestalterna i partiets interna opposition mot partiledningen med Aksel Larsen i spetsen. Detta ledde till en sprängning av partiet 1967 där Wilhjelm var en av dem som lämnade partiet för att bilda Venstresocialisterne (VS). Partiet vann 4 mandat i valet 1968, dock var Wilhjelm inte en av dem som blev invalda. Han blev invald 1975 och var bl.a. partiets talesperson i bostads- och justitiepolitiska frågor. Han gjorde sig bemärkt för sitt stöd för den parlamentariska demokratin, till skillnad från många andra inom partiet som var anhängare av revolution. Han utmärkte sig också som förespråkare av en nationalisering av den danska nordsjöoljan, som ägaren A.P. Møller gjort stora vinster på. Han lämnade Folketinget efter valet 1984 på grund av att partiet hade en regel om att ingen fick sitta längre än sju år i Folketinget.
Wilhjelm blev utexaminerad jurist från Köpenhamns universitet 1987 och var verksam som forskare i rättsvetenskap. 1991-1995 var han chef för Danmarks Radios dokumentärgrupp och 1997-2001 extern lektor på Roskilde Universitetscenter.

## Erkännanden
- PH-prisen (1982)
- Columbus-Prisen (1991)
- Døssing-Prisen (1998)